# Carlos Eduardo de Araujo Lima
Carlos Eduardo de Araujo Lima (Rio de Janeiro, 1945) é jornalista, advogado e teórico do Direito. Publicou as monografias A lei como sintoma ou o avesso do Direito (Rio de Janeiro, Liber Juris, 1989) e Permanência e mutabilidade em Hans Kelsen (Rio de Janeiro: Lumen Juris, 1995).
Foi jornalista, tendo trabalhado no jornal O Dia. Administrador público, exerceu cargo de confiança (Secretário Nacional de Cidadania e Justiça), na década de 1990, no Ministério da Justiça. Exonerado de seu cargo em 1992.
Artigos de sua autoria, centrados em assuntos relacionados à Ciência Política e às Ciências Jurídicas, foram publicados no Jornal do Brasil. Membro do IAB (Instituto dos Advogados do Brasil), pertenceu à associação literária Clube da Madrugada de Brasília. No ensaio de Filosofia do Direito Permanência e mutabilidade em Hans Kelsen , Carlos Eduardo de Araujo Lima aborda a obra do mestre de Viena sob o viés das idéias do psicanalista e pensador francês Jacques Lacan. Em seu livro anterior, o ensaísta recorrera, também sob a forma da experimentação teórica, às idéias de autores brasileiros que estudaram o fenômeno dos grupos de pressão, tais como Walter Costa Porto e João Paulo Peixoto .  Em seu ensaio sobre Kelsen, Carlos Eduardo de Araujo Lima procurou verificar a atualidade das idéias jurídicas kelsenianas em confronto com elementos inovadores da literatura latinoamericana do século XX (Julio Cortázar, Octavio Paz), da filosofia oriental, via Thomas Merton, e do pensamento comunicológico brasileiro - divulgado em alguns títulos, por exemplo, de Décio Pignatari e Muniz Sodré -, sugerindo que existe uma sintonia teórica e existencial entre Kelsen, Lacan, Gaston Bachelard, MD Magno e autores das vertentes artísticas consideradas contraculturais da assim chamada pós-modernidade ocidental, como do Oriente do século XVII (por exemplo, a poética de Matsuô Bashô).
É filho do criminalista Carlos de Araujo Lima e neto do teatrólogo Benjamin Lima .